# Sportovec roku Polska

Logo pořádajícího deníku Przegląd Sportowy

Sportovec roku Polska (polsky Plebiscyt Przeglądu Sportowego na najlepszego polskiego sportowca roku) je každoročně vyhlašovaná anketa na základě hlasování čtenářů sportovního deníku Przegląd Sportowy. Sportovní odborníci z řad novinářů, bývalých sportovců a autorit provádějí předvýběr 15 až 30 polských sportovců, kteří se prosadili svými výkony v daném kalendářním roce. V listopadu a prosinci pak čtenáři deníku Przegląd Sportowy a dalších určených periodik volí nejlepšího sportovce z určených kandidátů včetně telefonické volby. Cena byla založena v roce 1926 a je druhou nejstarší anketou Sportovce roku na světě, po švédské Zlaté medaili Svenska Dagbladetu z roku 1925.

## Vítězové podle let
| Rok  | Sportovec                             | Sport                                 |                                       |
| ---- | ------------------------------------- | ------------------------------------- | ------------------------------------- |
| 1926 | Wacław Kuchar                         | atletika, fotbal, lední hokej         |                                       |
| 1927 | Halina Konopacka                      | atletika                              |                                       |
| 1928 | Halina Konopacka                      | atletika                              |                                       |
| 1929 | Stanisław Petkiewicz                  | atletika                              |                                       |
| 1930 | Stanisława Walasiewiczová             | atletika                              |                                       |
| 1931 | Janusz Kusociński                     | atletika                              |                                       |
| 1932 | Stanisława Walasiewiczová             | atletika                              |                                       |
| 1933 | Stanisława Walasiewiczová             | atletika                              |                                       |
| 1934 | Stanisława Walasiewiczová             | atletika                              |                                       |
| 1935 | Roger Verey                           | veslování                             |                                       |
| 1936 | Jadwiga Jędrzejowská                  | tenis                                 |                                       |
| 1937 | Jadwiga Jędrzejowská                  | tenis                                 |                                       |
| 1938 | Stanisław Marusarz                    | skoky na lyžích                       |                                       |
| 1939 | neudělováno pro druhou světovou válku | neudělováno pro druhou světovou válku | neudělováno pro druhou světovou válku |
| 1947 | neudělováno pro druhou světovou válku | neudělováno pro druhou světovou válku | neudělováno pro druhou světovou válku |
| 1948 | Aleksy Antkiewicz                     | box                                   |                                       |
| 1949 | Zdobysław Stawczyk                    | atletika                              |                                       |
| 1950 | Helena Rakoczyová                     | sportovní gymnastika                  |                                       |
| 1951 | Zygmunt Chychła                       | box                                   |                                       |
| 1952 | Zygmunt Chychła                       | box                                   |                                       |
| 1953 | Leszek Drogosz                        | box                                   |                                       |
| 1954 | Janusz Sidło                          | atletika                              |                                       |
| 1955 | Janusz Sidło                          | atletika                              |                                       |
| 1956 | Elżbieta Krzesińská                   | atletika                              |                                       |
| 1957 | Jerzy Pawłowski                       | šerm                                  |                                       |
| 1958 | Zdzisław Krzyszkowiak                 | atletika                              |                                       |
| 1959 | Edmund Piątkowski                     | atletika                              |                                       |
| 1960 | Józef Szmidt                          | atletika                              |                                       |
| 1961 | Ireneusz Paliński                     | vzpírání                              |                                       |
| 1962 | Teresa Ciepły                         | atletika                              |                                       |
| 1963 | Ryszard Parulski                      | šerm                                  |                                       |
| 1964 | Józef Szmidt                          | atletika                              |                                       |
| 1965 | Irena Kirszenstein                    | atletika                              |                                       |
| 1966 | Irena Kirszenstein                    | atletika                              |                                       |
| 1967 | Sobiesław Zasada                      | automobilový sport                    |                                       |
| 1968 | Jerzy Pawłowski                       | šerm                                  |                                       |
| 1969 | Waldemar Baszanowski                  | vzpírání                              |                                       |
| 1970 | Teresa Sukniewiczová                  | atletika                              |                                       |
| 1971 | Ryszard Szurkowski                    | silniční cyklistika                   |                                       |
| 1972 | Witold Woyda                          | šerm                                  |                                       |
| 1973 | Ryszard Szurkowski                    | silniční cyklistika                   |                                       |
| 1974 | Irena Szewińská                       | atletika                              |                                       |
| 1975 | Zygmunt Smalcerz                      | vzpírání                              |                                       |
| 1976 | Irena Szewińská                       | atletika                              |                                       |
| 1977 | Janusz Pyciak-Peciak                  | moderní pětiboj                       |                                       |
| 1978 | Józef Łuszczek                        | běh na lyžích                         |                                       |
| 1979 | Jan Jankiewicz                        | silniční cyklistika                   |                                       |
| 1980 | Władysław Kozakiewicz                 | atletika                              |                                       |
| 1981 | Janusz Pyciak-Peciak                  | moderní pětiboj                       |                                       |
| 1982 | Zbigniew Boniek                       | fotbal                                |                                       |
| 1983 | Zdzisław Hoffmann                     | atletika                              |                                       |
| 1984 | Andrzej Grubba                        | stolní tenis                          |                                       |
| 1985 | Lech Piasecki                         | silniční cyklistika                   |                                       |
| 1986 | Andrzej Malina                        | zápas                                 |                                       |
| 1987 | Marek Łbik a Marek Dopierała          | kanoistika                            |                                       |
| 1988 | Waldemar Legień                       | judo                                  |                                       |
| 1989 | Joachim Halupczok                     | silniční cyklistika                   |                                       |
| 1990 | Wanda Panfilová                       | atletika                              |                                       |
| 1991 | Wanda Panfilová                       | atletika                              |                                       |
| 1992 | Waldemar Legień                       | judo                                  |                                       |
| 1993 | Rafał Kubacki                         | judo                                  |                                       |
| 1994 | Andrzej Wroński                       | zápas                                 |                                       |
| 1995 | Paweł Nastula                         | judo                                  |                                       |
| 1996 | Renata Mauerová                       | sportovní střelba                     |                                       |
| 1997 | Paweł Nastula                         | judo                                  |                                       |
| 1998 | Robert Korzeniowski                   | atletika                              |                                       |
| 1999 | Tomasz Gollob                         | plochá dráha                          |                                       |
| 2000 | Robert Korzeniowski                   | atletika                              |                                       |
| 2001 | Adam Małysz                           | skoky na lyžích                       |                                       |
| 2002 | Adam Małysz                           | skoky na lyžích                       |                                       |
| 2003 | Adam Małysz                           | skoky na lyžích                       |                                       |
| 2004 | Otylia Jędrzejczaková                 | plavání                               |                                       |
| 2005 | Otylia Jędrzejczaková                 | plavání                               |                                       |
| 2006 | Otylia Jędrzejczaková                 | plavání                               |                                       |
| 2007 | Adam Małysz                           | skoky na lyžích                       |                                       |
| 2008 | Robert Kubica                         | Formule 1                             |                                       |
| 2009 | Justyna Kowalczyková                  | běh na lyžích                         |                                       |
| 2010 | Justyna Kowalczyková                  | běh na lyžích                         |                                       |
| 2011 | Justyna Kowalczyková                  | běh na lyžích                         |                                       |
| 2012 | Justyna Kowalczyková                  | běh na lyžích                         |                                       |
| 2013 | Justyna Kowalczyková                  | běh na lyžích                         |                                       |
| 2014 | Kamil Stoch                           | skoky na lyžích                       |                                       |
| 2015 | Robert Lewandowski                    | fotbal                                |                                       |
| 2016 | Anita Włodarczyková                   | atletika                              |                                       |
| 2017 | Kamil Stoch                           | skoky na lyžích                       |                                       |
| 2018 | Bartosz Kurek                         | volejbal                              |                                       |
| 2019 | Bartosz Zmarzlik                      | plochá dráha                          |                                       |
| 2020 | Robert Lewandowski                    | fotbal                                |                                       |
| 2021 | Robert Lewandowski                    | fotbal                                |                                       |
| 2022 | Iga Świąteková                        | tenis                                 |                                       |
| 2023 | Iga Świąteková                        | tenis                                 |                                       |
| 2024 | Aleksandra Mirosławová                | sportovní lezení                      |                                       |